# Merischie
Merischie (in croato Merišće) è un insediamento istriano nel comune di Buie.

## Storia
Nel XVI e XVII secolo, dai Balcani, dalla Dalmazia e dalle campagne friulane si insediarono diverse famiglie contadine. Nel XVIII secolo passò sotto il dominio della Serenissima Repubblica di Venezia e nel XIX secolo parte del Regno d'Italia, controllato da Napoleone Bonaparte e poi dominio asburgico. Dopo il trattato di Rapallo entrò a far parte dell'Italia, periodo nel quale conobbe il suo più alto numero di abitanti.
Dopo la seconda guerra mondiale e dopo l'accordo di pace di Parigi passò sotto alla Jugoslavia, ma fino al 1954 fece parte della Zona B del Territorio Libero di Trieste. Dopo la dissoluzione della Jugoslavia, il paese nel 1991, passò sotto il controllo della Croazia, della quale fa ancora parte.
Oggi i residenti di Merischie sono occupati principalmente nel settore primario, quindi vivono di agricoltura, prevalentemente vigneti e ulivi.

## Società

### Evoluzione demografica
| Evoluzione demografica | Evoluzione demografica | Evoluzione demografica | Evoluzione demografica | Evoluzione demografica | Evoluzione demografica | Evoluzione demografica | Evoluzione demografica | Evoluzione demografica | Evoluzione demografica | Evoluzione demografica | Evoluzione demografica | Evoluzione demografica | Evoluzione demografica | Evoluzione demografica | Evoluzione demografica |
| ---------------------- | ---------------------- | ---------------------- | ---------------------- | ---------------------- | ---------------------- | ---------------------- | ---------------------- | ---------------------- | ---------------------- | ---------------------- | ---------------------- | ---------------------- | ---------------------- | ---------------------- | ---------------------- |
| 1857                   | 1869                   | 1880                   | 1890                   | 1900                   | 1910                   | 1921                   | 1931                   | 1948                   | 1953                   | 1961                   | 1971                   | 1981                   | 1991                   | 2001                   | 2011                   |
| 211                    | 223                    | 251                    | 247                    | 247                    | 295                    | 540                    | 287                    | 388                    | 242                    | 199                    | 116                    | 100                    | 92                     | 101                    | 59                     |

### Grafico
Il censimento austriaco del 1910 registrava nel comune catastale di Merischie 262 abitanti, tutti italiani.